# Vierherrenborn
Vierherrenborn is een plaats in de Duitse deelstaat Rijnland-Palts, en maakt deel uit van de Landkreis Trier-Saarburg.
Vierherrenborn telt 187 inwoners.

## Bestuur
De plaats is een Ortsgemeinde en maakt deel uit van de Verbandsgemeinde Kell am See.